# جاده ئی۹۳ اروپا
جاده ئی۹۳ اروپا (به انگلیسی: European route E93) یکی از جاده‌های اصلی قاره اروپا بوده‌است که هم‌اکنون مورد استفاده قرار نمیگیرد، جاده ئی۹۵ اروپا جایگزین این جاده شده‌است.